# AVG Technologies
A AVG Technologies é uma empresa produtora de software subsidiária da Avast, sua especialidade é o AVG Antivírus. A sua primeira empresa, a Grisoft, era originaria da República Tcheca e foi fundada em 1991. Em fevereiro de 2008, AVG Technologies tornou-se o novo nome da Grisoft.
A AVG Technologies adquiriu a Ewido Networks em abril de 2006, e recentemente atualizou seu principal produto do AVG Antivírus da versão 7.5 para 8.0. Em 6 de novembro de 2006, a Microsoft anunciou que o AVG Internet Security estará disponível diretamente da Central de Segurança do Windows no Windows Vista. Desde 7 de junho de 2006, o AVG também tem sido utilizada como um componente opcional da GFI Mail Security, Produzido pela GFI Software.

## Negócios
A Intel Corporation anunciou, em 7 de setembro de 2005, que tem investido US$ 16 milhões para a AVG Technologies.
Em 5 de dezembro de 2007, a AVG Technologies anunciou a aquisição da Exploit Prevention Labs, desenvolvedor do LinkScanner.
Em setembro de 2014, a AVG Technologies anunciou a aquisição da Winco, sua distribuidora exclusiva de suas soluções no Brasil há 11 anos.
Em Setembro de 2015, a AVG iniciou parceria com a empresa eslovena XLAB para integrar o ISL Online (tecnologia de desktop remoto) no AVG Business Managed Workplace 9.2 (software de monitorização e gestão remota) para permitir a Managed Services Providers um acesso e controlo facilitado a um número ilimitado de computadores remotos sem supervisão.
No dia 7 de julho de 2016, foi anunciada a sua compra pela Avast Software por 1,3 bilhões de dólares.

## Produtos
- PC
  - AVG Internet Security
  - AVG AntiVirus (Versão gratuita e paga)
  - AVG Web TuneUp
  - AVG PC TuneUp
  - AVG PrivacyFix
- Empresarial
  - AVG Business CloudCare
  - AVG Business Managed Workplace
  - AVG Business SSO (Secure Single Sign On)
  - AVG AntiVirus Business Edition – Um programa antivírus com capacidades de administração centralizada
  - AVG Internet Security Business Edition – Uma suíte de segurança empresarial com capacidades de administração centralizada
  - AVG File Server Edition
  - AVG PC TuneUp Business Edition
- Dispositivos Móveis
  - AVG AntiVirus Free para Dispositivos Android
  - AVG AntiVirus Pro para Dispositivos Android
  - AVG Cleaner para Dispositivos Android
  - AVG Vault para Dispositivos Android
  - AVG PrivacyFix para Dispositivos Android
  - AVG Vault para Dispositivos iOS
  - AVG PrivacyFix para Dispositivos iOS
  - AVG Family Safety para iPad
  - AVG Safe Browser para iPad